# Новайолет Булавайо
Новайолет Булавайо (англ. NoViolet Bulawayo, справжнє ім'я — Елізабет Тшеле (англ. Elizabeth Tshele), 12 жовтня 1981, Тшолотшо, Північний Матабелеленд) — письменниця Зімбабве, пише англійською мовою.

## Біографія
Закінчила державну Вищу школу імені Мзиліказі в Булавайо . З 1999 року живе у США. Здобула ступінь магістра та бакалавра в Texas A&M University (Комерс, Техас) та Південному методистському університеті. У 2010 році закінчила курс літературної майстерності в Корнеллському університеті, викладала в ньому. У 2012—2014 роках — стипендіат програми з розвитку літературної майстерності у Стенфордському університеті.

## Творчість
У 2009 році Дж. М. Кутзее включив оповідання Булавайо «Знімки» в упорядкований ним том «Нова африканська література». Опубліковане в 2010 році в журналі Boston Review оповідання «Ті, що втратили глузд на Будапешті» отримала в 2011 році «африканського Букера» — премію Кейна. У 2013 році в США та Великій Британії з'явився перший роман письменниці, одним з розділів якого було премійоване оповідення.

## Книги
- Нам потрібні інші імена/ We need new names. New York: Reagan Arthur Books, Little, Brown and Company, 2013 (London: Chatto[en] & Windus, 2013, виданий також аудіокнигою; увійшов у короткий список Букерівської премії 2013,  ; Нігерія та ін.)